# هنر چینی

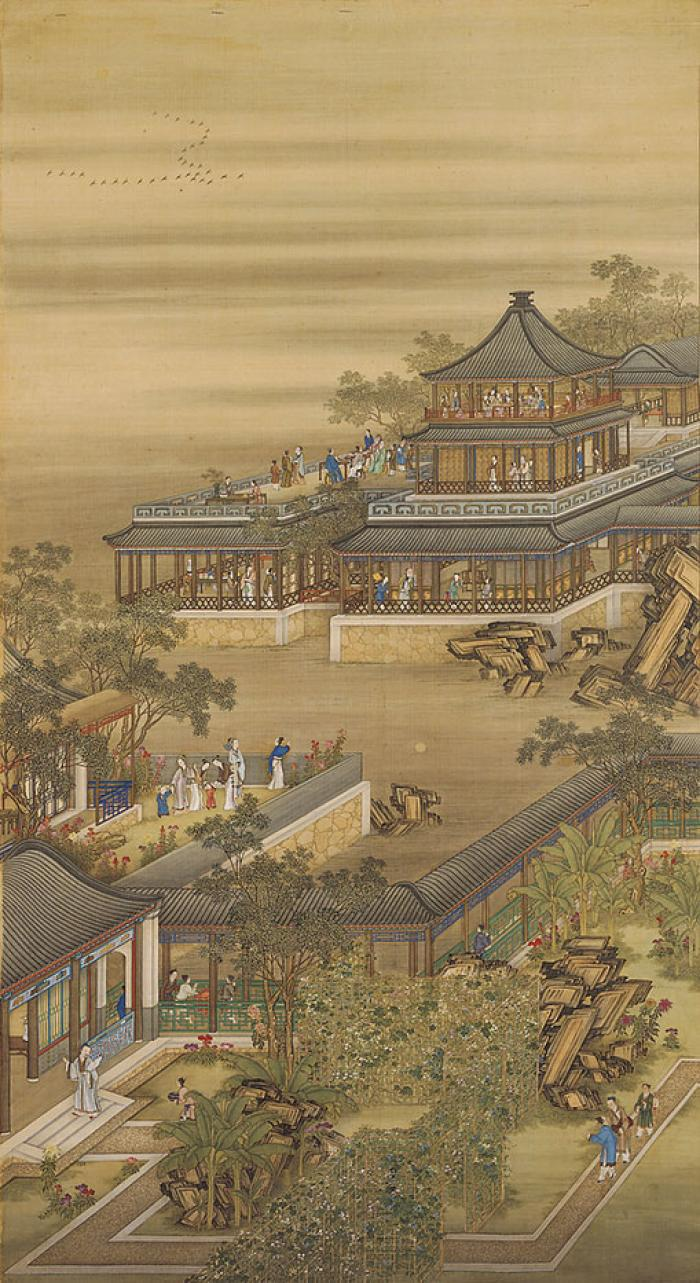
امپراتور یونگ‌ژنگ در حال تفریح در هشتمین ماه قمری، توسط هنرمندی ناشناس در دربار، ۱۷۲۳-۱۷۳۵ میلادی، شهر ممنوعه، پکن. این نقاشی بهره‌گیری از ژرف‌نمایی را نشان می‌دهد.

هنر چینی هنری تجسمی است که چه در شکل کهن و چه در شکل نوین آن، سرچشمه در چین دارد و به دست هنرمندان چینی آفریده شده‌است. هنر چینی در تایوان و چینیان مقیم خارج نیز می‌تواند بخشی از هنر چینی تلقی شود که بنمایه‌های تاریخ و فرهنگ چینی را در خود دارد. نخستین هنرهای مربوط به عصر سنگی در چین به ۱۰٬۰۰۰ سال پیش از میلاد مسیح باز می‌گردند و بیشتر شامل سفالگری‌ها و تندیس‌های ساده می‌شد. پس از این دوره آغازین، هنر چینی نیز همانند تاریخش با توجه به دوره‌های دودمانی امپراتوران چین طبقه‌بندی می‌شود؛ دوره‌هایی که بیشترشان چندین سده به طول انجامیدند.
هنر چینی به گمانی کهن‌ترین رسم باقی‌مانده در جهان است و با پیوستگی عجیبی در طول تاریخ حفظ شده و بر خلاف غرب که ظهور و افول مکتب‌های کلاسیک را تجربه کرد، دستخوش تغییرات گاه به گاه و بنیادین نشد. آنچه که پس از رنسانس در اروپا با نام هنرهای تزئینی شناخته شد در هنر چینی اهمیت فراوان داشت و بسیاری از هنرهای زیبای چین در کارگاه‌ها و کارخانه‌های بزرگ توسط هنرمندانی که شاید شناخته شده نیز نبودند، انجام می‌شد. تولید این کارگاه‌ها نه تنها در درون چین بسیار مورد استفاده قرار می‌گرفت که توسط امپراتوران به بیرون از کشور صادر می‌شد تا غنا و ثروت کشور را به دیگر ملت‌ها نمایان سازند. با این حال سنت نقاشی سومی‌ئه ارزش‌های زیبایی‌شناسی‌ای را در میان نقاشان چینی رشد داد که بیشتر بر پایه حالات روحی نقاش بود و از این رو نزدیک به آثار نقاشان اروپایی می‌گشت با این تفاوت که از دیدگاه تاریخی بسیار پیش از آن‌ها پدید آمد. پس از ارتباط مردم چین با هنر غربی، هنر چینی اهمیت زیادی به خود گرفت و در دهه‌های اخیر هنرمندان نوگرای چینی موفقیت‌های بسیاری در جهان به دست آوردند.

## نگارخانه

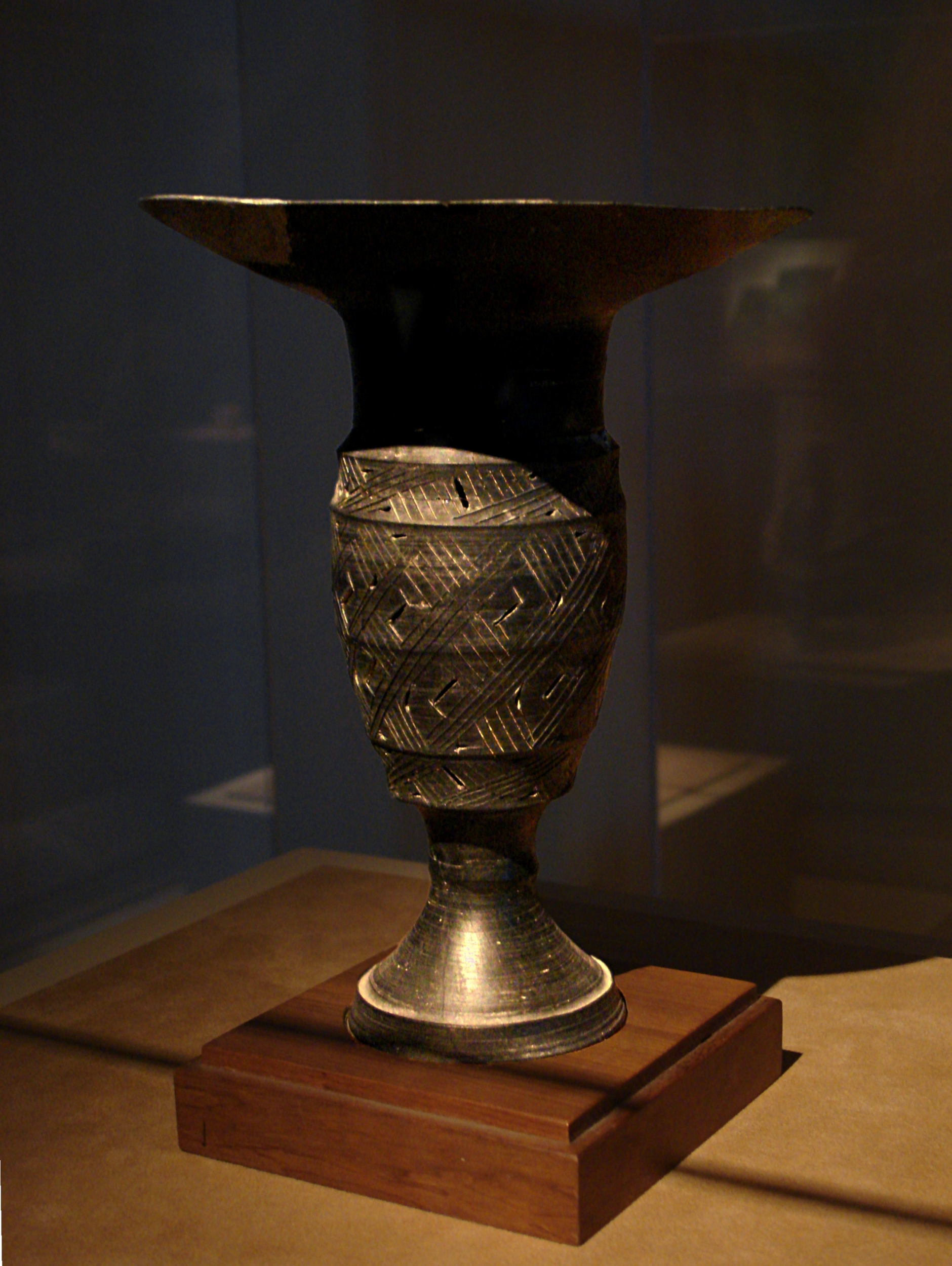
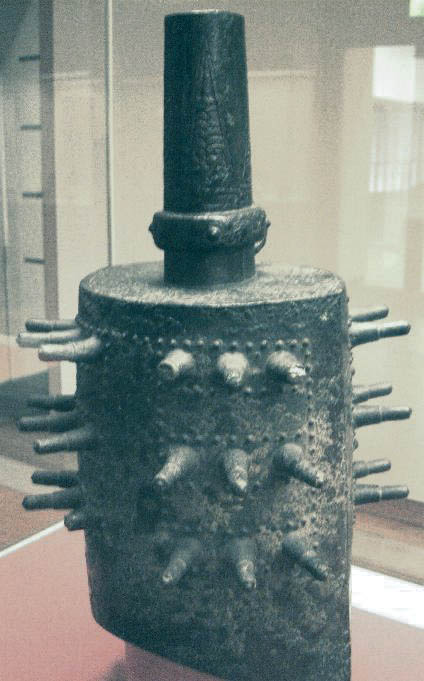